# Verdrag van de Verenigde Naties tegen corruptie
Het Verdrag van de Verenigde Naties tegen corruptie (UNCAC) is een wettelijk bindend internationaal multilateraal verdrag tegen corruptie. Het werd in oktober 2003 aangenomen door de Algemene Vergadering van de Verenigde Naties en trad in december 2005 in werking. Het verdrag richt zich op zowel preventieve als strafmaatregelen, en pakt grensoverschrijdende corruptie aan door middel van internationale samenwerking en het terughalen van opbrengsten van corruptie.
Het United Nations Office on Drugs and Crime (UNODC) in Wenen fungeert als secretariaat van de organisatie. Het doel van de UNCAC is het terugdringen van de verschillende soorten corruptie die over de staatsgrenzen heen gebeuren, waaronder mensenhandel en machtsmisbruik, omkoping door onderdanen, verduistering, witwassen en handel in invloed. Een ander doel is een betere handhaving van internationaal recht en de justitiële samenwerking tussen landen.
Het verdrag werd door het Koninkrijk der Nederlanden en het Koninkrijk België in 2006 en 2007 geratificeerd. Suriname startte in 2021 het proces om het verdrag te bekrachtigen.